# Berit Christoffersen
Berit Østergaard Christoffersen (Lyngby-Taarbæk, 3 de mayo de 1973) es una deportista danesa que compitió en remo.
Ganó una medalla de plata en el Campeonato Mundial de Remo de 1995, en la prueba de doble scull ligero. Participó en dos Juegos Olímpicos de Verano, ocupando el octavo lugar en Barcelona 1992 (cuatro scull) y el quinto en Atlanta 1996 (Doble scull ligero).

## Palmarés internacional
| Campeonato Mundial | Campeonato Mundial  | Campeonato Mundial | Campeonato Mundial |
| Año                | Lugar               | Medalla            | Prueba             |
| ------------------ | ------------------- | ------------------ | ------------------ |
| 1995               | Tampere (Finlandia) | Medalla de plata   | Doble scull ligero |